# Darulema (Lissadila)
Darulema ist eine osttimoresische Aldeia im Suco Lissadila (Verwaltungsamt Loes, Gemeinde Liquiçá). 2015 lebten in der Aldeia 766 Menschen.

## Geographie
Darulema bildet einen schmalen Streifen im Westen des Sucos Lissadila. Westlich befindet sich die Aldeia Glai, nördlich die Aldeias Bautalo und Nunulisa und östlich und südlich die Aldeia Cai-Cassa. Im Westen fließt der Bismaumate, der zum System des Lóis gehört.
Im Süden der Aldeia liegen die Orte Wategan, Lissadila und Darulema. In Lissadila befinden sich der Sitz des Sucos und eine Kapelle.

## Politik
2023 wurde Mariano Gonsalves zum Chefe de Aldeia gewählt.